# Santana (Cabo Verde)
Santana es una localidad caboverdiana del municipio de Ribeira Grande de Santiago.

## Geografía
La localidad está situada en la isla Santiago.

## Organización territorial
La localidad abarca los lugares y barrios de:
- Achadinha
- Chã de Quintal
- Choupana
- Lém Gomes
- Ponta d'Achada
- Quebrada